# Патрик ле Кеман
Патрик Ле Кеман (фр. Patrick Le Quément; род. 4 февраля 1945, Марсель, Франция) — бывший французский шеф-дизайнер и конструктор автомобилей Renault.

## Биография
Родился во французском Марселе, но воспитывался в Великобритании. Ле Кеман получил степень бакалавра с отличием в области проектирования изделий Бирмингемского Института искусств и дизайна (Birmingham Institute of Art and Design), а также степень магистра делового администрирования (Master of Business Administration) Центра управления Данбери-Парк (Danbury Park Management Centre).
После окончания университета в 1966 году Ле Кеман устроился во французской компании Симка (Simca). Вскоре он уволился, чтобы создать собственное дизайн-бюро, но не добился успеха. В 1968 году он вернулся в Англию и устроился дизайнером в компанию Ford, где он работал над грузовиком Ford Cargo, а в 1982 году в Дюссельдорфе был представлен семейный автомобиль Ford Sierra его авторства, который был осмеян за свой своеобразный экстерьер. Получив продвижения по службе, он переехал в Детройт (США), но в июне 1985 года вернулся в Европу, когда Карл Хан, председатель Volkswagen-Audi Group, предложил ему создать Центр прогрессивного дизайна и стратегии (Centre for Advance Design and Strategy).
На фоне низких и продолжающих падать продаж тогдашний председатель и генеральный директор Renault Рэймонд Леви (Raymond Levy) предложил Ле Кеману работу в надежде, что французский дизайнер поможет оживить продажи компании. В 1987 году он получил должность вице-президента корпоративного дизайна, Ле Кеман потребовал структурных изменений в области дизайна Renault, заявив Леви, что его ведомство более не будет отвечать за машиностроение. От услуг внешних консультантов отказались, а проектная группа была удвоена до более чем 350 человек; департамент получил место в Исполнительном совете, а сам Ле Кеман был подотчётен только председателю.
Результатами его проектной группы стали Renault Twingo, Renault Mégane и Mégane II, у которых, как он позже признался в интервью европейскому журналу «Автомобильные Новости» (Automotive News), был слишком смелый дизайн, Renault Scénic, Renault Espace 1994 и 1998 годов, Renault Kangoo, Renault Laguna 1994 года, Renault Avantime и Renault Vel Satis 2002 года.
В 1987 году Ле Кеман был назначен старшим вице-президентом по качеству, а в 1995 году, вступив в Правление Renault, — по корпоративному дизайну. С 1999 года он был руководителем Группы политики единого дизайна (Joint Design Policy Group), работавшей над созданием единого дизайна кузовов автомобилей концерна Renault-Nissan.
В 2002 году он становится победителем дизайнерской премии Lucky Strike, и занимает место в совете европейской академии автомобильного мастерства (Europe Academy for Automotive Excellence).
10 апреля 2009 года он объявил о своём уходе в октябре 2009 года. В Renault его сменил Лоренс ван дер Акер (Laurens van den Acker), бывший главный дизайнер Mazda.